# Pierre Forest (homme politique)
Pour les articles homonymes, voir Pierre Forest.
Pierre Forest, né le 18 décembre 1899 à Vieux-Mesnil (Nord), et mort le 30 novembre 1984 à Maubeuge (Nord), est un homme politique français.

## Biographie
Ancien président de l'Union nationale des étudiants de France, élu municipal dès 1925, conseiller d'arrondissement en 1931-1934, conseiller général de 1934 à 1982, il préside le comité de Libération de sa ville avant d'en devenir le maire en 1946.

## Détail des fonctions et des mandats
Mandats parlementaires
- 30 novembre 1958 - 9 octobre 1962 : Député de la 20e circonscription du Nord
- 25 novembre 1962 - 2 avril 1967 : Député de la 20e circonscription du Nord
- 12 mars 1967 - 30 mai 1968 : Député de la 20e circonscription du Nord

## Décorations
- Chevalier de l'ordre du Mérite touristique (décret du 21 avril 1951, ministère des Travaux publics, des Transports et du Tourisme)[1]